# Compsibidion angulare
Compsibidion angulare är en skalbaggsart som först beskrevs av Thomson 1867.  Compsibidion angulare ingår i släktet Compsibidion och familjen långhorningar. Inga underarter finns listade i Catalogue of Life.